# Drugi gabinet Roberta Walpole’a

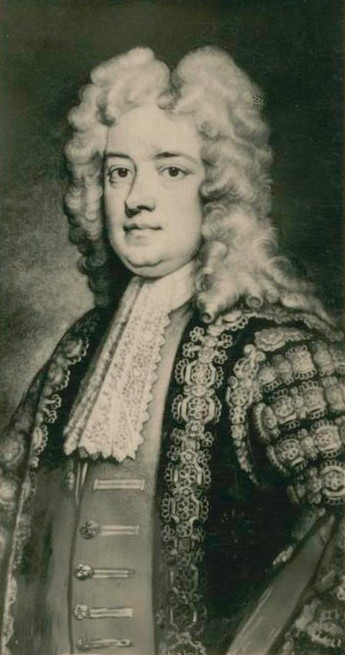
Robert Walpole, pierwszy lord skarbu, kanclerz skarbu

Drugi gabinet Roberta Walpole’a – Robert Walpole w 1730 stanął samodzielnie stanął czele rządu, po usunięciu z gabinetu lorda Townshenda. Kierował nim do swojego upadku w 1742 po klęsce brytyjskiej ekspedycji przeciwko hiszpańskiej kolonii Cartagenie.

## Skład gabinetu
| Urząd                                | Imię i nazwisko | Kadencja                                          |
| ------------------------------------ | --- | ------------------------------------------------- |
| Pierwszy lord skarbu Kanclerz skarbu | Robert Walpole | 1730–1742                                         |
|                                      | |                                                   |
| Minister południowego departamentu   | Thomas Pelham-Holles, 1. książę Newcastle | 1730–1742                                         |
| Minister północnego departamentu     | William Stanhope, 1. baron Harrington | 1730–1742                                         |
| Lord kanclerz                        | Peter King, 1. baron King Charles Talbot, 1. baron Talbot Philip Yorke, 1. baron Hardwicke                                                                                              | 1730–1733 1734–1737 1737–1742                     |
| Lord tajnej pieczęci                 | Spencer Compton, 1. hrabia Wilmington William Cavendish, 3. książę Devonshire Henry Lowther, 3. wicehrabia Lonsdale Francis Godolphin, 2. hrabia Godolphin John Hervey, 2. baron Hervey | 1730–1731 1731–1733 1734–1735 1735–1740 1740–1742 |
| Lord przewodniczący Rady             | Thomas Trevor Spencer Compton, 1. hrabia Wilmington | 1730 1730–1742                                    |
| Generał artylerii                    | John Campbell, 2. książę Argyll John Montagu, 2. książę Montagu | 1730–1740 1740–1742                               |
| Płacmistrz armii                     | Henry Pelham | 1730–1742                                         |

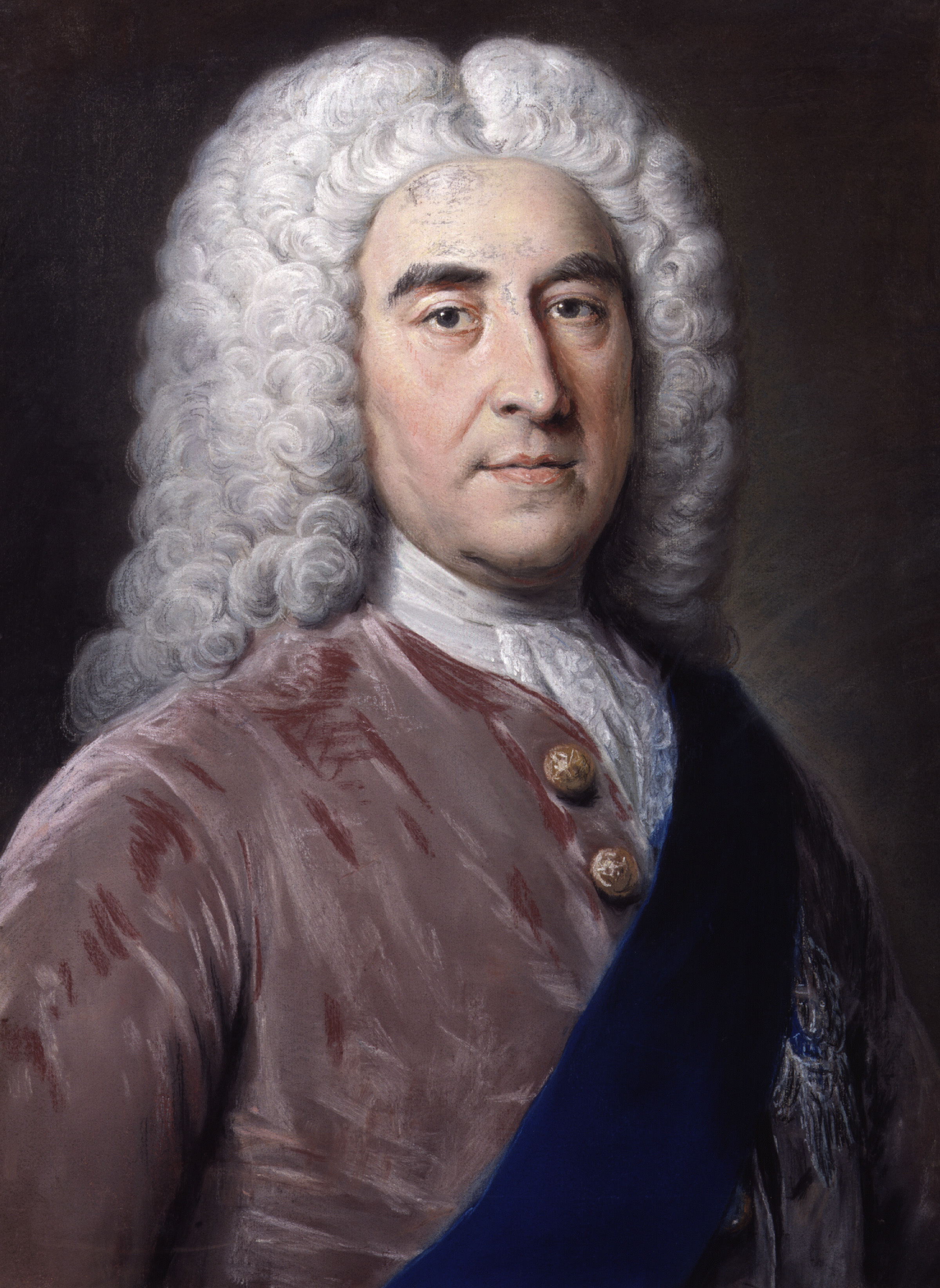
Książę Newcastle, minister południowego departamentu
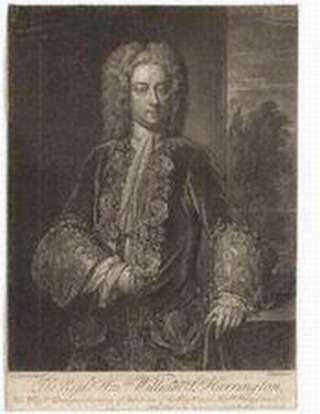
Baron Harrington, minister północnego departamentu
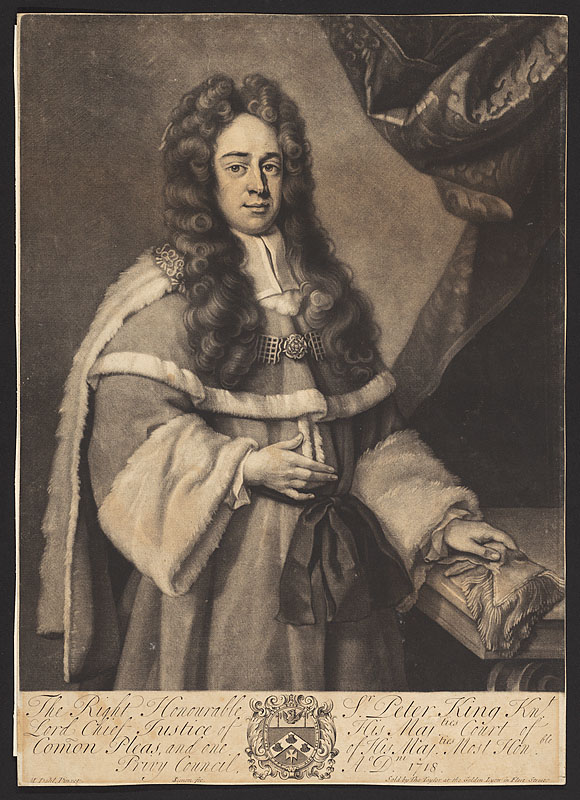
Baron King, lord kanclerz
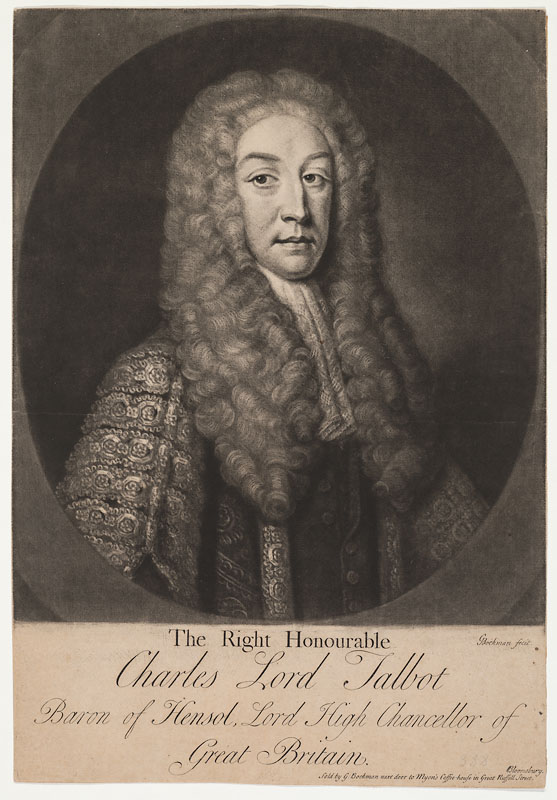
Baron Talbot, lord kanclerz
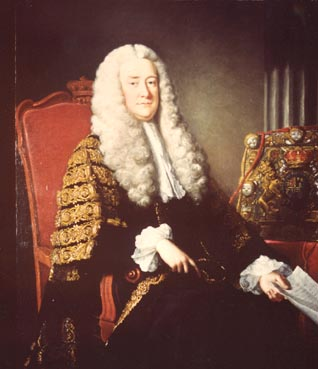
Baron Hardwicke, lord kanclerz
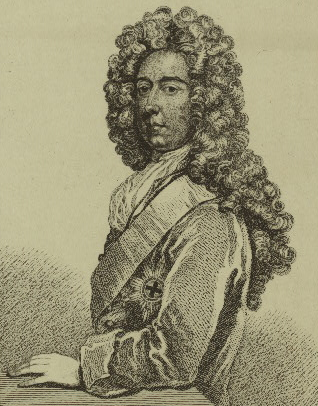
Hrabia Wilmington, lord tajnej pieczęci, lord przewodniczący Rady
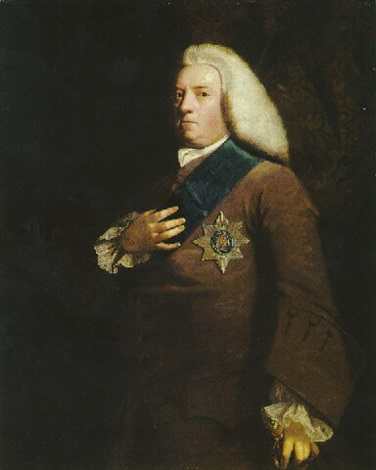
Książę Devonshire, lord tajnej pieczęci
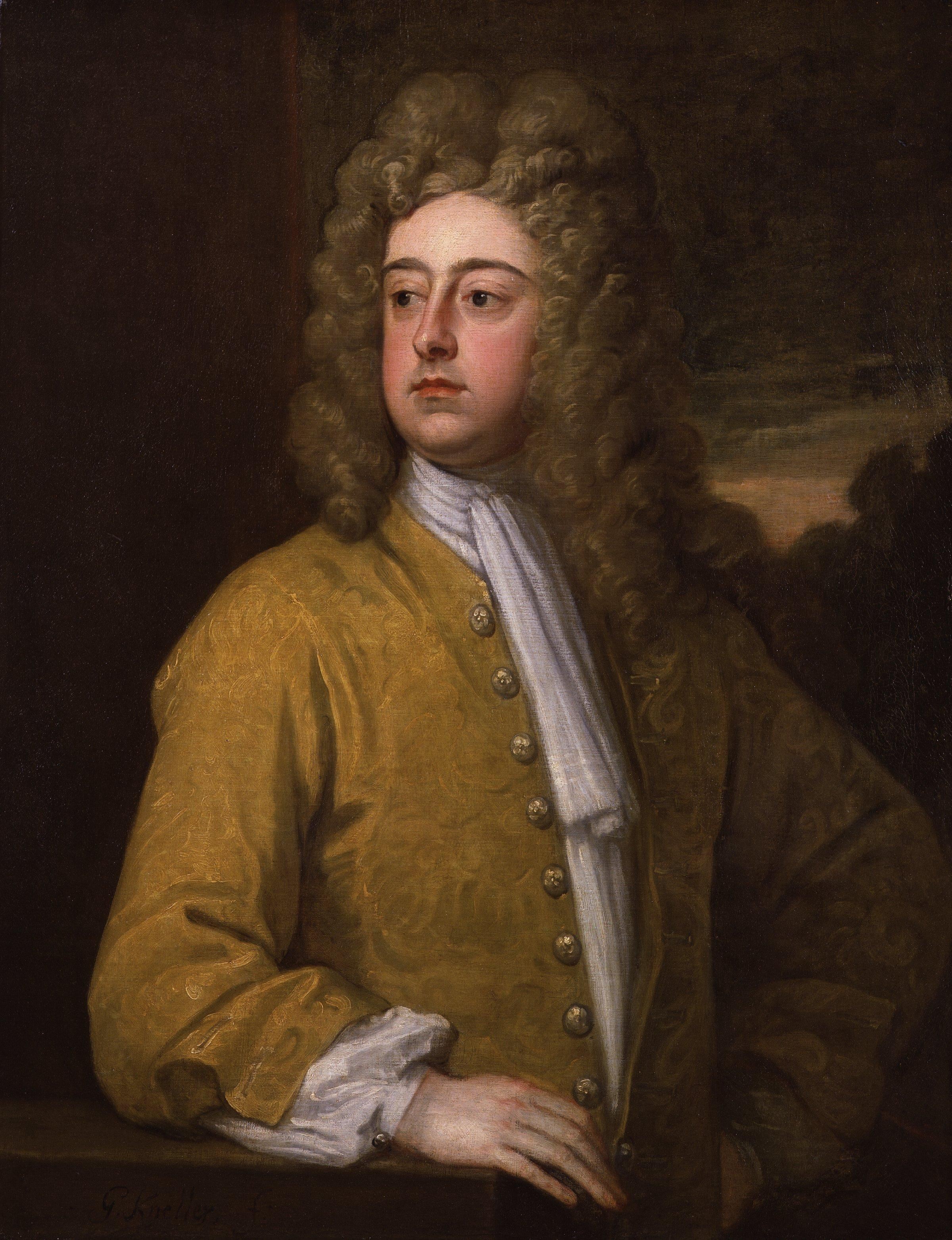
Hrabia Godolphin, lord tajnej pieczęci
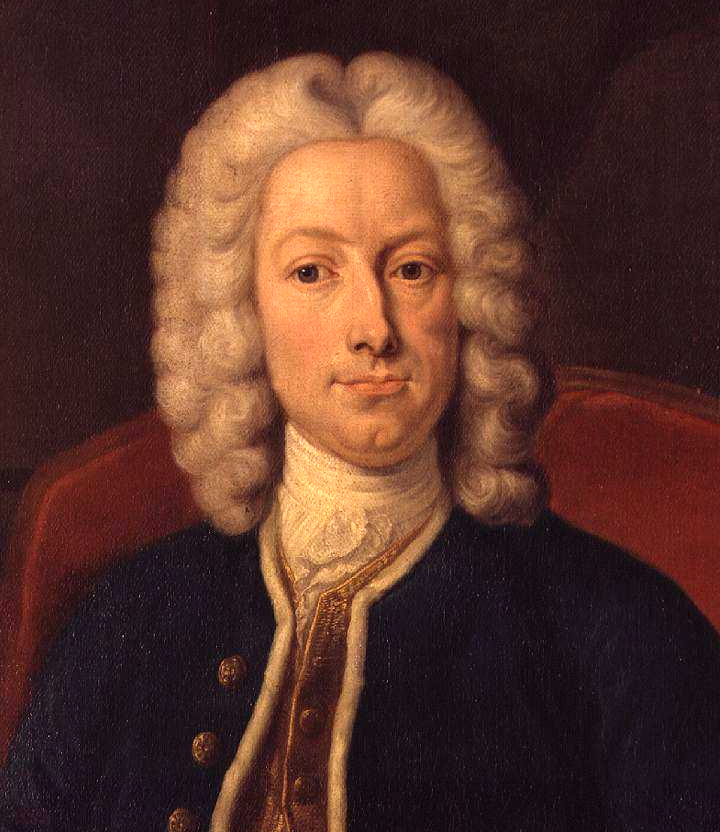
Baron Hervey, lord tajnej pieczęci
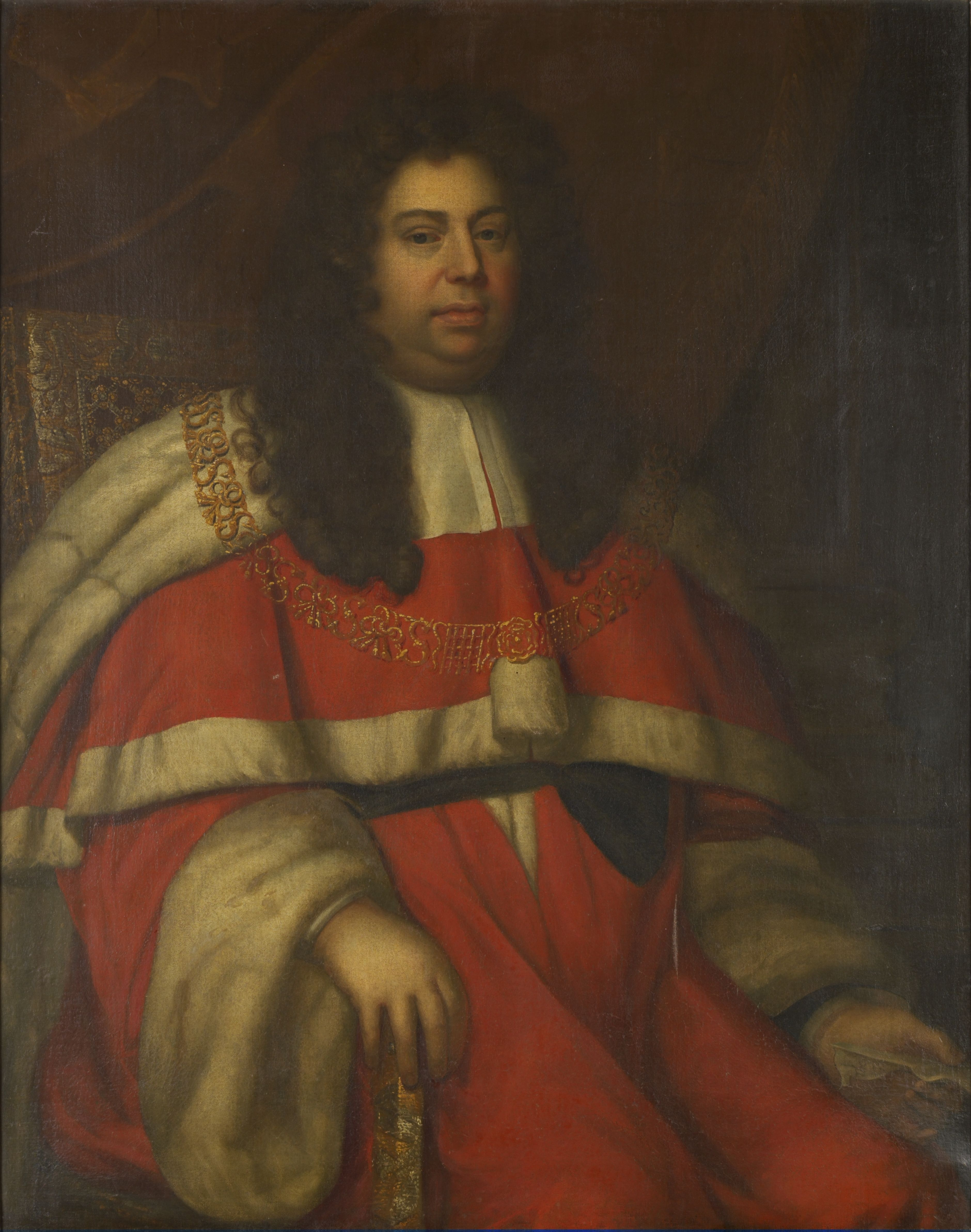
Baron Trevor, lord przewodniczący Rady
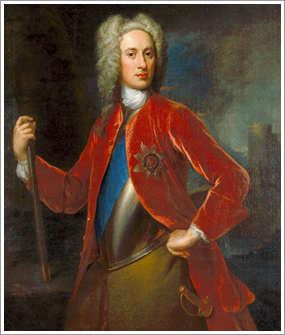
Książę Argyll, generał artylerii
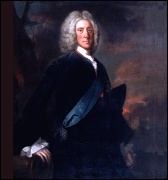
Książę Montagu, generał artylerii
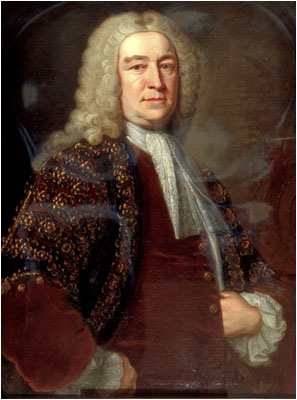
Henry Pelham, płacmistrz armii